# Вторая Падь
Втора́я Падь — село в Корсаковском городском округе Сахалинской области России.

## География
Село находится на берегу залива Анива, на расстоянии 7 км от города Корсаков, административного центра округа.

## История
Основано в 1886 году. В 1907—1945 годах принадлежало японскому губернаторству Карафуто и называлось Ниносава (яп. 二ノ沢). После передачи Южного Сахалина СССР селу 15 октября 1947 года возвращено прежнее название.

## Население
| 2002 | 2010 | 2013 | 2021 |
| ---- | ---- | ---- | ---- |
| 75   | ↘67  | ↘57  | →57  |

### Половой состав
Согласно результатам переписи 2002 года, в селе проживало 75 человек (54 мужчины и 21 женщина).

### Национальный состав
Согласно результатам переписи 2002 года, в национальной структуре населения русские составляли 86 % из 75 чел.

## Улицы
В селе имеются две улицы: Придорожная и Солнечная.